# Richard Kilty
Richard Kilty (* 2. September 1989 in Stockton-on-Tees) ist ein britischer Leichtathlet, der sich auf den Sprint spezialisiert hat. 2014 wurde er Hallenweltmeister im 60-Meter-Lauf sowie 2015 und 2017 Halleneuropameister. Zudem gewann er mit der britischen 4-mal-100-Meter-Staffel 2019 die Silbermedaille bei den Weltmeisterschaften in Doha und wurde 2014 in Zürich Europameister.

## Karriere
Erste internationale Erfahrungen sammelte Richard Kilty bei den Juniorenweltmeisterschaften 2008 in Bydgoszcz, bei denen er bis in das Halbfinale über 200 Meter gelangte. 2009 belegte er bei den U23-Europameisterschaften in Kaunas in 20,93 s den siebten Platz über 200 Meter. Zwei Jahre später gewann er mit der britischen 4-mal-100-Meter-Staffel in 39,10 s die Silbermedaille hinter Italien bei den U23-Europameisterschaften in Ostrava. Bei den Weltmeisterschaften in Moskau wurde er im Vorlauf der 4-mal-100-Meter-Staffel eingesetzt. Ohne ihn wurde das britische Quartett im Finale disqualifiziert.
2014 siegte er bei den Hallenweltmeisterschaften in Sopot über 60 Meter in 6,49 s. Anschließend gewann er bei den World Relays auf den Bahamas die Bronzemedaille. Bei den Commonwealth Games in Glasgow schied er über 100 Meter im Halbfinale aus und gewann mit der englischen 4-mal-100-Meter-Stafette in 38,02 s Silber. Es folgte ein Sieg mit der britischen 4-mal-100-Meter-Stafette bei den Europameisterschaften in Zürich.
2015 siegte er bei den Halleneuropameisterschaften in Prag über 60 Meter in 6,51 s. Anschließend gewann er mit der britischen Staffel das B-Finale bei den World Relays. Über 100 Meter qualifizierte er sich für die Weltmeisterschaften in Peking und schied dort mit 10,20 s im Halbfinale aus. Im Finale der 4-mal-100-Meter-Staffel gelangte er mit dem britischen Team nicht ins Ziel. 2016 nahm er über 100 Meter an den Europameisterschaften in Amsterdam teil und wurde dort im Finale disqualifiziert. Mit der Staffel nahm er an den Olympischen Spielen in Rio de Janeiro teil und belegte dort im Finale in 37,98 s den fünften Platz.
2017 wiederholte er bei den Halleneuropameisterschaften in Belgrad seinen Erfolg und gewann in 6,54 s die Goldmedaille vor dem Slowaken Ján Volko. 2018 nahm er über 200 Meter erneut an den Commonwealth Games im australischen Gold Coast teil und schied dort mit 20,67 s im Halbfinale aus. Zudem gewann er mit der englischen Staffel in 38,13 s die Goldmedaille vor Südafrika und Jamaika.
Bei den Olympischen Spielen 2024 in Paris bestritt er mit der 4-mal-100-Meter-Staffel den Vorlauf und qualifizierte das Team für den Finallauf. Im Finallauf, den das Vereinigte Königreich auf Rang 3 abschloss, wurde er nicht eingesetzt, wurde aber auf Grund seiner Teilnahme am Vorlauf mit der Bronzemedaille ausgezeichnet.

## Persönliche Bestleistungen
- 100 Meter: 10,01 s (+1,9 m/s), 16. Juli 2016 in Hexham
  - 60 Meter (Halle): 6,49 s, 8. März 2014 in Sopot
- 200 Meter: 20,34 s (−0,1 m/s), 7. Juli 2013 in La Chaux-de-Fonds
  - 200 Meter (Halle): 21,41 s, 17. Januar 2010 in Sheffield

## Privates
Kilty ist seit 2017 mit der litauischen Dreispringerin Dovilė Kilty verheiratet und hat mit ihr einen gemeinsamen Sohn.